# Mahou (bier)
Mahou is een Spaans bier, dat gebrouwen wordt door het bedrijf Grupo Mahou-San Miguel. Het is bij uitstek een Madrileens bier: in 1985 had zelfs 80% van alle bars in die stad het merk op de tap. Het merk bestaat sinds de oprichting van de brouwerij in 1890. Het bier dat toen gebrouwen werd is nog steeds verkrijgbaar onder de naam Mahou Clásica. 
Mahou wordt uitgebracht in de volgende varianten:
- Mahou Cinco Estrellas: een lichte, goudgele pilsener met een enigszins bittere afdronk en een alcoholpercentage van 5,5%. 'Cinco Estrellas' bestaat sinds 1969 en is het huidige vlaggenschipmerk van de Mahou-brouwerij.
- Mahou Clásica: een goudkleurige pilsener met een zuur-bittere afdronk en een alcoholpercentage van 4,8%. Het aroma doet denken aan verschillende soorten kruiden. Dit was het eerste bier dat in de Mahou-brouwerij werd geproduceerd en bestaat sinds 1890.
- Mahou Negra: een koffiekleurig donker bier met een stevige smaak waarin de geroosterde gerst duidelijk te herkennen is. Ook zijn de smaak van zonnebloempitten en zwarte olijven in het aroma te herkennen. Het heeft een alcoholpercentage van 5,5% en wordt gebrouwen sinds 1980.
- Mahou Light: een licht bier met een soepele, bittere smaak en een alcoholpercentage van 3,5%. Deze variant is uitgebracht in 2008.
- Mahou Sin (alcoholvrij), voorheen 'Laiker' genaamd. Het bestaat sinds 1980 en wordt sinds 2010 onder de huidige naam verkocht.